# Ойсерталь

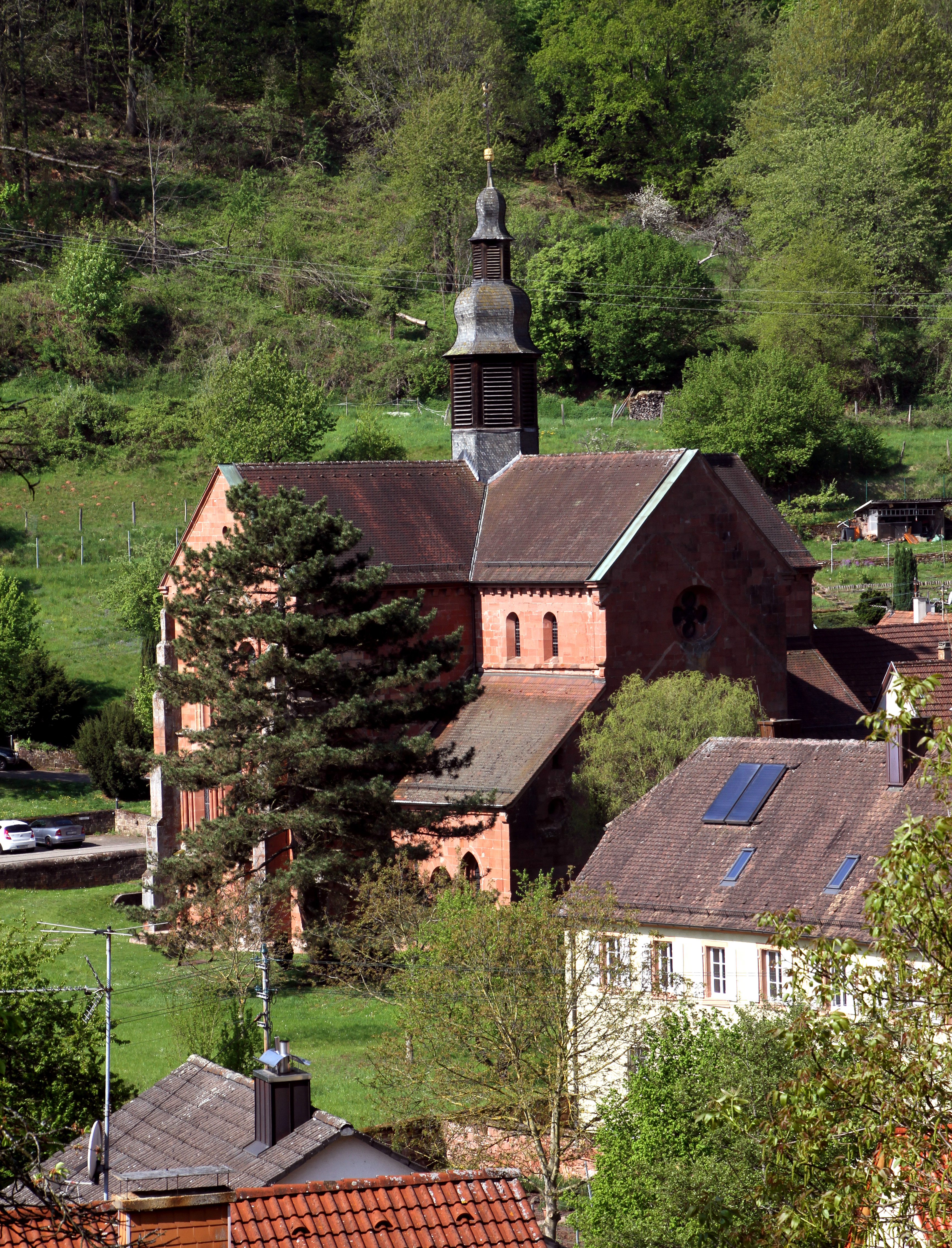

Ойсерталь (нем. Eußerthal) — коммуна в Германии, в земле Рейнланд-Пфальц. 
Входит в состав района Южный Вайнштрассе. Подчиняется управлению Аннвайлер ам Трифельс.  Население составляет 921 человек (на 31 декабря 2010 года). Занимает площадь 12,52 км².